# Liv y Maddie
Liv y Maddie (título original: Liv and Maddie) es una serie de televisión estadounidense creada por John Beck y Ron Hart, y producida en forma conjunta por Beck & Hart Productions, Oops Doughnuts Productions e It's a Laugh Productions para Disney Channel. La serie comenzó su producción en abril y se emitió por primera vez el 19 de julio de 2013.
El 13 de enero de 2014, Disney renovó Liv y Maddie para una segunda temporada con 13 episodios programada para estrenarse en otoño de 2014 aunque después fue extendida a 24. El 3 de abril de 2015, la serie fue renovada para una tercera temporada.
El 29 de junio de 2016, se dio a conocer el final de la serie. El 19 de agosto de 2016 se dio a conocer que la última temporada de Liv y Maddie cambiara el nombre a Liv and Maddie: Cali Style, así como pasó con la serie Hannah Montana Forever que en su última temporada cambió su nombre.
El final de la serie se estrenó el 24 de marzo de 2017. En Latinoamérica este episodio se estrenó sin promoción el 14 de mayo de 2017.

## Trama
Liv Rooney (Dove Cameron) acaba de volver a casa en Stevens Point, Wisconsin, después de haber vivido durante cuatro años en Hollywood filmando un programa de televisión llamado Sing It Loud! (que después tendría otra temporada llamada Sing It Louder!!), y termina en los brazos abiertos de sus padres, sus hermanos, y su hermana gemela, Maddie (Dove Cameron). Las hermanas tenían la esperanza de continuar su relación luego de que Liv se fuera, pero por desgracia se han convertido en personalidades opuestas. Liv se ha vuelto muy femenina y disfruta cada vez que alguien menciona su carrera anterior, mientras que Maddie se ha convertido en una chica poco femenina, perfeccionando sus habilidades de baloncesto y además teniendo miedo de que la fama de su hermana será más brillante que su capacidad atlética. Tienen dos hermanos: Joey (Joey Bragg), el típico adolescente torpe, amante de los gatos, y Parker (Tenzing Norgay Trainor), un niño listo, confiado y al que le gusta la ciencia. Completan el clan Rooney, la madre, Karen (Kali Rocha), la psicóloga de la escuela, y el padre, Pete (Benjamin King), entrenador del equipo de baloncesto en su escuela, quienes están ansiosos ahora por cuidar a todos sus hijos bajo un mismo techo. Al final de la tercera temporada, la casa Rooney se derrumba y Maddie se inscribe en una universidad en Los Ángeles, California. Esto impulsa al resto de los Rooney, excepto a Pete que permanece en Wisconsin a continuar su trabajo de entrenador, a mudarse a Malibú, para establecer su residencia con la hermana menor de Karen, Dena, y su hija, Ruby, donde la cuarta y última temporada de la serie toma lugar.

## Reparto
| Interpretado por        | Personaje                           | Temporada   | Temporada   | Temporada   | Temporada   |  |
| Interpretado por        | Personaje                           | 1           | 2           | 3           | 4           |  |
| Principales             | Principales                         | Principales | Principales | Principales | Principales |  |
| ----------------------- | ----------------------------------- | ----------- | ----------- | ----------- | ----------- |  |
| Dove Cameron            | Liv Rooney                          | Principal   | Principal   | Principal   | Principal   |  |
| Dove Cameron            | Maddie Rooney                       | Principal   | Principal   | Principal   | Principal   |  |
| Joey Bragg              | Joey Rooney                         | Principal   | Principal   | Principal   | Principal   |  |
| Tenzing Norgay Trainor  | Parker Rooney                       | Principal   | Principal   | Principal   | Principal   |  |
| Kali Rocha              | Karen Rooney                        | Principal   | Principal   | Principal   | Principal   |  |
| Benjamin King           | Pete Rooney                         | Principal   | Principal   | Principal   |             |  |
| Lauren Lindsey Donzis   | Ruby                                |             |             |             | Principal   |  |
| Secundarios e invitados |                                     |             |             |             |             |  |
| Jessica Marie García    | Winifred "Willow" Cruz              | Secundaria  | Secundaria  | Secundaria  | Secundaria  |  |
| Ryan McCartan           | Digbert "Diggie" Smalls             | Secundario  | Secundario  | Secundario  | Invitado    |  |
| Carter Hastings         | Evan Poulos                         | Secundario  | Secundario  | Secundario  | Invitado    |  |
| Kurt Long               | Johnny Nimbus                       | Secundario  | Secundario  | Secundario  | Invitado    |  |
| Jimmy Bellinger         | Artemus "Artie" Smalls              | Secundario  | Secundario  | Secundario  | Invitado    |  |
| Bridget Shergals        | Astrid "Manchas" Stanislowski       | Secundaria  | Invitada    | Invitada    |             |  |
| Cozi Zuehlsdorff        | Ocean                               | Secundaria  |             |             |             |  |
| Allen Alvarado          | Skippy Ramirez                      | Secundario  |             |             |             |  |
| Raquel Castro           | Sur Salamanca                       | Invitada    | Secundaria  |             |             |  |
| Laura Marano            | "Colmillos"                         | Invitada    |             |             |             |  |
| Jordan Fisher           | Holden Dippledorf                   |             | Secundario  | Secundario  | Invitado    |  |
| Miranda May             | Lacey                               |             | Secundaria  |             |             |  |
| Shak Ghacha             | Marion "Camión de basura" Truckberg |             | Secundario  | Secundario  | Invitado    |  |
| Josh Swickard           | Todd Stetson                        |             | Secundario  |             | Invitado    |  |
| Victoria Moroles        | Andie Bustamante                    |             | Secundaria  | Secundaria  | Invitada    |  |
| Herbie Jackson          | Reggie                              |             | Secundario  | Secundario  |             |  |
| Audrey Whitby           | Aubrey Banfield                     |             | Secundaria  | Secundaria  |             |  |
| Lucas Adams             | Joshua "Josh" Willcox               |             |             | Secundario  | Invitado    |  |
| Chloé Wepper            | Gemma Nimbus                        |             |             | Secundaria  | Invitada    |  |
| Patty Duke              | Tía abuela Hilary                   |             |             | Invitada    |             |  |
| Jolie Jenkins           | Dena Smith                          |             |             | Invitada    | Secundaria  |  |
| Chloe East              | Val Wishart                         |             |             |             | Secundaria  |  |
| Amarr M. Wooten         | Finch                               |             |             |             | Secundario  |  |
| Josie Totah             | Skeeter Parham                      |             |             |             | Invitado    |  |

## Temporadas
| Temporada | Temporada | Episodios | Estados Unidos           | Estados Unidos       | Latinoamérica           | Latinoamérica          | España              | España                  |
| Temporada | Temporada | Episodios | Comienzo                 | Final                | Comienzo                | Final                  | Comienzo            | Final                   |
| --------- | --------- | --------- | ------------------------ | -------------------- | ----------------------- | ---------------------- | ------------------- | ----------------------- |
|           | 1         | 21        | 19 de julio de 2013      | 27 de julio de 2014  | 31 de diciembre de 2013 | 23 de enero de 2015    | 31 de enero de 2014 | 19 de diciembre de 2014 |
|           | 2         | 24        | 21 de septiembre de 2014 | 23 de agosto de 2015 | 14 de febrero de 2015   | 30 de enero de 2016    | 2 de enero de 2015  | 8 de abril de 2016      |
|           | 3         | 20        | 13 de septiembre de 2015 | 19 de junio de 2016  | 12 de marzo de 2016     | 8 de diciembre de 2016 | 29 de abril de 2016 | 30 de octubre de 2017   |
|           | 4         | 15        | 23 de septiembre de 2016 | 24 de marzo de 2017  | 9 de diciembre de 2016  | 14 de mayo de 2017     | 24 de junio de 2018 | 6 de septiembre de 2018 |

## Producción
La serie fue creada por John Beck y Ron Hart, y es producida en forma conjunta por Beck & Hart Productions, Oops Doughnuts Productions e It's a Laugh Productions. Beck y Hart son un equipo de producción/escritura. Entre sus trabajos se encuentran series como According to Jim, Hey Arnold!, Good Luck Charlie y Shake It Up!. En la producción ejecutiva también forman parte Andy Fickman (She's the Man), Betsy Sullenger (You Again) y John Peaslee (8 Simple Rules). En un principio, Beck y Hart habían escrito un guion de un proyecto llamado Bits and Pieces, que cuenta con una familia mixta similar a programas como The Brady Bunch y Step by Step. El casting se llevó a cabo durante la primavera de 2012 y sólo produjo el episodio piloto. El show mostraba a Jodie Sullenger (Kali Rocha), madre de Alanna (Dove Cameron) y Sticky (Joey Bragg), que se casaba con Pete Fickman (Benjamin King), padre de Crystal (Cozi Zuehlsdorff) y Brody (Tenzing Norgay Trainor), y que los seis tenían que adaptarse a la vida bajo el mismo techo.
Finalmente, Disney optó por cambiar el concepto de Bits and Pieces en uno sobre gemelas (Liv y Maddie). En lugar de contratar a un nuevo elenco, la producción optó por mantener a los que ya habían contratado, debiendo grabar un nuevo piloto completo. La historia se centra ahora en Dove Cameron que hace de dos hermanas gemelas, con los mismos padres y hermanos paternos. Con el cambio, Cozi Zuehlsdorff pasa a formar parte de la serie pero como personaje secundario. El nombre de la familia de «Rooney» fue elegido porque Sullenger es fan de los Pittsburgh Steelers, perteneciente a la familia Rooney.

## Música
En el episodio Twin-a-Rooney, Liv le muestra a Maddie un clip del final de Sing It Loud!, en la que el personaje de Liv canta una versión de On Top of the World (de Imagine Dragons). La versión completa de la canción fue grabada por Cameron y fue lanzado por Disney como una sola, el 27 de agosto de 2013.
Adicionalmente, una versión completa del tema de apertura, Better in Stereo, fue grabado por Cameron y lanzado como sencillo promocional de Disney el 15 de octubre de 2013. El video musical fue filmado y transmitido en Disney Channel Estados Unidos la noche del 29 de octubre de 2013.
En el episodio, Fa-La-La-a-Rooney, Liv interpreta la clásica canción navideña Let It Snow! Let It Snow! Let It Snow! durante la Navidad espectacular de Stevens Point. La versión completa de la canción fue grabada por Cameron y está incluido en el álbum navideño Holidays Unwrapped, que fue lanzado por Walt Disney Records el 15 de octubre de 2013 en tiendas Target (cadena estadounidense de tiendas departamentales).
En el episodio, Song-a-Rooney, Liv interpreta una canción titulada Count Me In. La versión completa de la canción fue grabada por Cameron y lanzada como sencillo promocional de Walt Disney Records el 3 de junio de 2014.
En el episodio New Year's Eve-a-Rooney. Liv interpreta la canción You, Me and the Beat. La versión completa fue lanzada como sencillo promocional de Walt Disney Records el 2 de diciembre de 2014.

## Recepción
Emily Ashby de Common Sense Media otorgó a la serie una calificación de tres de cinco estrellas, describiéndola como una "comedia familiar jovial" y aplicable para las edades de siete y más. Ashby atribuyó el "giro cómico" de la serie a problemas familiares comunes, como la rivalidad entre hermanos, y afirmó: "Como sucede con la mayoría de las comedias entre tween, la serie pasa mucho por alto, especialmente cuando se trata de adolescentes, pero eso es lo que hace es una elección sin preocupaciones para los niños ". Neil Genzlinger de The New York Times comparó la serie con The Patty Duke Show y la describió como" una comedia suave y moderadamente divertida "y elogió la descripción de Dove Cameron -Tener a Maddie y a la diva Liv, diciendo: "... la premisa les da a los escritores muchas oportunidades". 

## Marketing
La promoción de mercadotecnia de marca de Liv y Maddie aún continúa con fuerza, con ACCO Brands, bajo la marca Day Dream, presentando un calendario de pared de 2015 y una línea de ropa firmada por Disney D'de tiendas seleccionadas: Target y Kohl's. Wooky Entertainment posee Style Me Up, una marca de moda creativa para niñas preadolescentes, con Liv y Maddie: Dreams Come True y Liv y Maddie: un cuaderno de bocetos de Rising Star. El minorista de calzado Payless ShoeSource dirige Calzado de personajes temático Liv y Maddie en la serie. Una novela de la serie, titulada Liv y Maddie: Sisters Forever, fue publicada por Disney Press el 6 de enero de 2015.  La novela juvenil se basa en los episodios "Twin-a-Rooney" y "Team-a-Rooney", y alterna entre los puntos de vista de Liv, Maddie, Joey y Parker. Presentando ocho páginas de fotos de la serie, la novela juvenil fue adaptada por Lexi Ryals.

## Doblaje al español
| Personaje                                                                   | Actor original         | Actor de doblaje (Latinoamérica)                             | Actor de doblaje (España)                                 | Temporadas |
| --------------------------------------------------------------------------- | ---------------------- | ------------------------------------------------------------ | --------------------------------------------------------- | ---------- |
| Liv Rooney                                                                  | Dove Cameron           | Camila Díaz Fraga                                            | María Blanco                                              | 1.ª-4.ª    |
| Maddie Rooney                                                               | Dove Cameron           | Camila Díaz Fraga                                            | María Blanco                                              | 1.ª-4.ª    |
| Joey Rooney                                                                 | Joey Bragg             | Franco De Candia                                             | Pablo Tribaldos                                           | 1.ª-4.ª    |
| Parker Rooney                                                               | Tenzing Norgay Trainor | Gaspar Gutiérrez                                             | Blanca Rada                                               | 1.ª-4.ª    |
| Karen Rooney                                                                | Kali Rocha             | Carolina Ibarra                                              | Ana Jiménez                                               | 1.ª-4.ª    |
| Pete Rooney                                                                 | Benjamin King          | Leto Dugatkin                                                | Fernando Acaso                                            | 1.ª-3.ª    |
| Ruby                                                                        | Lauren Lindsay Donzis  | Mili Basaluzzo                                               |                                                           | 4.ª        |
| Créditos técnicos                                                           |                        |                                                              |                                                           |            |
| Estudio de doblaje                                                          | Estudio de doblaje     | Media Pro Com, Buenos Aires, Argentina                       | SDI MEDIA, Madrid, Barcelona, Santiago                    |            |
| Director de Doblaje                                                         | Director de Doblaje    | Raúl Aldana                                                  | Alejandro Martínez                                        |            |
| Traductor                                                                   | Traductor              | Sandra Brizuela (Temp. 1.ª) Gabiela Scandura (Temp. 2.ª-4.ª) | Ana Álvarez (1ª y 2ª temp.) Álvaro Méndez (3ª y 4ª temp.) |            |
| Adaptador                                                                   | Adaptador              | Sandra Brizuela (Temp. 1.ª) Gabiela Scandura (Temp. 2.ª-4.ª) | Alejandro Martínez                                        |            |
| Doblaje al español producido por Disney Character Voices International Inc. |                        |                                                              |                                                           |            |